# 小行星22120
小行星22120（22120 Gaylefarrar）是一颗绕太阳运转的小行星，为主小行星带小行星。该小行星于2000年9月24日发现。

## 轨道参数
小行星22120的轨道半长轴为2.3020705 UA，离心率为0.179。